# Трионікс хрящуватий
Трионікс хрящуватий (Amyda cartilaginea) — єдиний вид черепах роду Індокитайський трионікс родини Трикігтеві черепахи. Має 2 підвиди. Інша назва «чорнопроменева м'якотіла черепаха».

## Опис
Загальна довжина карапаксу досягає 70—83 см спостерігається статевий диморфізм: самці більші за самиць. Голова невелика або середнього розміру. Верхня щелепа дорівнює нижній. Альвеолярна поверхня нижньої щелепи без поздовжнього гребеня симфізу. Карапакс трохи опуклий, круглястий або дещо овальний з маленьким кілем по середині. Кінцівки доволі масивні, пристосовані для плавання. Самці мають більш товсті і довгі хвости.
Дорослі особини мають колір від коричневого до сірого або чорного, іноді з жовтими плямами на голові, карапаксі та кінцівках. Пластрон зазвичай білого або сіруватого кольору. У всіх молодих особин є жовті цятки на голові й кінцівках.

## Спосіб життя
Полюбляє повільні поточні річки у низинах, струмки, болота, ставки та канали. Харчується рибою, комахами, крабами, фруктами, земноводними, падлом.
Самиці стають статевозрілими у 20 місяців. Самиця відкладає 5—30 яєць. Інкубаційний період триває 61—140 днів. За рік буває 3—4 кладки.
На цю черепаху активно полюють місцеві мешканці.

## Розповсюдження
Мешкає від Тонкінській затоці у В'єтнамі на захід через Лаос, Камбоджу і Таїланд до півдня М'янми та індійського штату Мізорам й на південь через Малайзію до Індонезії (острови Суматра, Ява, Калімантан). Натепер є спроби поширити її на о.Сулавесі та Малих Зондських островах.

## Підвиди
- Amyda cartilaginea cartilaginea
- Amyda cartilaginea nakorn